# Marek Ludwik Reverdil
Marek Ludwik Reverdil (ur. 1734 w Nyon, zm. 22 stycznia 1790 w Warszawie) – lektor i bibliotekarz króla polskiego Stanisława Augusta Poniatowskiego w latach 1766-1790, pamiętnikarz. 

## Życiorys
Był synem sekretarza sądowego Urbana Reverdila i Henriette Merseille. 23 listopada 1766 przybył do Warszawy ze Szwajcarii i objął w stolicy Polski funkcję bibliotekarza króla Stanisława Augusta Poniatowskiego. 5 marca 1768 na sejmie Reverdilowi został nadany indygenat szlachectwa polskiego, zatwierdzony 15 kwietnia tego roku.
Był zatrudniony przez króla jako lektor i bibliotekarz królewski w latach 1766-1790.
W trakcie swojego pobytu w Polsce królewski bibliotekarz pisał pamiętnik, zatytułowany Mémoires de Marc Reverdil Bibliothécaire du Roy Stanislas Auguste 1765-1784 (obejmujący, wbrew tytułowi, okres do roku 1787), w którym narzekał na niską pensję otrzymywaną od króla. Jedną z cech Reverdila było również lenistwo, często zwlekał on z wykonywaniem swoich obowiązków, między innymi z wykonaniem katalogu książek, za co groziła mu utrata stanowiska. 
25 września 1769 w kościele św. Jana w Warszawie zawarł związek małżeński z Marianną Konstancją Lagenie zwaną La Petite, kochanką króla Stanisława Augusta. Najprawdopodobniej pierwsze pochodzące z tego małżeństwa dziecko, urodzony 4 września 1769 syn Armand Louis Henri był nieślubnym synem królewskim. 12 października 1770 urodził się kolejny syn Marka Reverdila, Henri Salomon Louis, który zmarł w 1773 w trakcie podróży do matki do Szwajcarii. W maju 1775 bibliotekarz zaczął się starać o rozwód z Marianną Konstancją, który został orzeczony w Szwajcarii 16 września 1776. Drugą żoną Reverdila została w 1778 kolejna porzucona kochanka królewska Florentyna ze Szczerzyńskich Dahlke, rozwiedziona z pułkownikiem Jakubem Dahlke. Z drugiego małżeństwa Marek Ludwik doczekał się urodzonej w 1783 córki. 

## Miejsce pochówku
Został pochowany na cmentarzu ewangelicko-reformowanym w Warszawie.